# Penryn
Penryn — кодовое название x86-совместимой микроархитектуры компании Intel на базе 45-нанометрового техпроцесса с High-k диэлектриком. Эта микроархитектура используется в семействах процессоров Intel Core 2 Duo/Quad и ряде более дешевых брендов эпохи 2008—2011.

## Особенности архитектуры
Одним из важнейших новшеств является использование процессорами новых инструкций (SSE4), а также использование новых материалов — диэлектриков с высокой диэлектрической проницаемостью (high-Κ) на основе гафния.
Penryn работает с серией чипсетов Bearlake, выпущенной в 2007 году, некоторые модели которых поддерживают новый стандарт DDR3 SDRAM, и поддерживают процессоры с шиной данных 1333 MHz, 1600 MHz. В ноутбуках и других мобильных системах Penryn работает на чипсете Crestline, в котором отключена поддержка DDR3 или на GS45, который поддерживает как DDR2, так и DDR3.

## Разновидности Penryn

#### Для настольных компьютеров
- Intel Core 2 Duo E8600, 6 МБ L2, 3.33 ГГц, 1333 МГц
- Intel Core 2 Duo E8500, 6 МБ L2, 3.16 ГГц, 1333 МГц
- Intel Core 2 Duo E8400, 6 МБ L2, 3.00 ГГц, 1333 МГц
- Intel Core 2 Duo E8300, 6 МБ L2, 2.83 ГГц, 1333 МГц
- Intel Core 2 Duo E8200, 6 МБ L2, 2.66 ГГц, 1333 МГц
- Intel Core 2 Duo E8190, 6 МБ L2, 2.66 ГГц, 1333 МГц
- Intel Core 2 Duo E7600, 3 МБ L2, 3.06 ГГц, 1066 МГц
- Intel Core 2 Duo E7500, 3 МБ L2, 2.93 ГГц, 1066 МГц
- Intel Core 2 Duo E7400, 3 МБ L2, 2.80 ГГц, 1066 МГц
- Intel Core 2 Duo E7300, 3 МБ L2, 2.66 ГГц, 1066 МГц
- Intel Core 2 Duo E7200, 3 МБ L2, 2.53 ГГц, 1066 МГц

Четырёхъядерные:
- Intel Core 2 Extreme QX9775, 12 МБ L2, 3.20 ГГц, 1600 МГц
- Intel Core 2 Extreme QX9770, 12 МБ L2, 3.20 ГГц, 1600 МГц
- Intel Core 2 Extreme QX9650, 12 МБ L2, 3.00 ГГц, 1333 МГц
- Intel Core 2 Quad Q9650, 12 МБ L2, 3.00 ГГц, 1333 МГц
- Intel Core 2 Quad Q9550, 12 МБ L2, 2.83 ГГц, 1333 МГц
- Intel Core 2 Quad Q9505, 6 МБ L2, 2.83 ГГц, 1333 МГц
- Intel Core 2 Quad Q9450, 12 МБ L2, 2.66 ГГц, 1333 МГц
- Intel Core 2 Quad Q9400, 6 МБ L2, 2.66 ГГц, 1333 МГц
- Intel Core 2 Quad Q9300, 6 МБ L2, 2.50 ГГц, 1333 МГц
- Intel Core 2 Quad Q8400, 4 МБ L2, 2.66 ГГц, 1333 МГц
- Intel Core 2 Quad Q8300, 4 МБ L2, 2.50 ГГц, 1333 МГц
- Intel Core 2 Quad Q8200, 4 МБ L2, 2.33 ГГц, 1333 МГц

#### Для мобильных компьютеров
Четырёхъядерные:
- Intel Core 2 Extreme QX9300, 12 МБ L2, 2.53 ГГц, 1066 МГц
- Intel Core 2 Quad Q9100, 12 МБ L2, 2.26 ГГц, 1066 МГц
- Intel Core 2 Quad Q9000, 6 МБ L2, 2.00 ГГц, 1066 МГц

Двухъядерные:
- Intel Core 2 Extreme X9100, 6МБ L2, 3.06 ГГц, 1066 МГц
- Intel Core 2 Extreme X9000, 6МБ L2, 2.8 ГГц, 800 МГц
- Intel Core 2 Duo T9900, 6 МБ L2, 3.06 ГГц, 1066 МГц
- Intel Core 2 Duo T9800, 6 МБ L2, 2.93 ГГц, 1066 МГц
- Intel Core 2 Duo P9700, 6 МБ L2, 2.80 ГГц, 1066 МГц
- Intel Core 2 Duo T9600, 6 МБ L2, 2.80 ГГц, 1066 МГц
- Intel Core 2 Duo P9600, 6 МБ L2, 2.66 ГГц, 1066 МГц
- Intel Core 2 Duo T9550, 6 МБ L2, 2.66 ГГц, 1066 МГц
- Intel Core 2 Duo T9500, 6 МБ L2, 2.60 ГГц, 800 МГц
- Intel Core 2 Duo P9500, 6 МБ L2, 2.53 ГГц, 1066 МГц
- Intel Core 2 Duo T9400, 6 МБ L2, 2.53 ГГц, 1066 МГц
- Intel Core 2 Duo T9300, 6 МБ L2, 2.50 ГГц, 800 МГц
- Intel Core 2 Duo P8800, 3 МБ L2, 2.66 Ггц, 1066 Мгц
- Intel Core 2 Duo P8700, 3 МБ L2, 2.53 Ггц, 1066 Мгц
- Intel Core 2 Duo P8600, 3 МБ L2, 2.40 Ггц, 1066 Мгц
- Intel Core 2 Duo P8400, 3 МБ L2, 2.26 Ггц, 1066 Мгц
- Intel Core 2 Duo T8300, 3 МБ L2, 2.40 ГГц, 800 МГц
- Intel Core 2 Duo T8100, 3 МБ L2, 2.10 ГГц, 800 МГц
- Intel Core 2 Duo P7570, 3 МБ L2, 2.26 ГГц, 1066 МГц
- Intel Core 2 Duo P7550, 3 МБ L2, 2.25 ГГц, 1066 МГц
- Intel Core 2 Duo P7450, 3 МБ L2, 2.13ГГц, 1066 МГц
- Intel Core 2 Duo P7370, 3 МБ L2, 2.00 ГГц, 1066 МГц
- Intel Core 2 Duo P7350, 3 МБ L2, 2.00 ГГц, 1066 МГц

Одноядерные:
- Intel Core 2 Solo ULV SU3500, 3 МБ L2, 1.4 ГГц, 800 МГц
- Intel Core 2 Solo SU3500, 3 МБ L2, 1.3 ГГц, 800 МГц
- Intel Core 2 Solo ULV SU3300, 3 МБ L2, 1.2 ГГц, 800 МГц

И другие: T6670, T6600, T6500, T6400, Pentium T4500, Pentium T4400, Pentium T4300, Pentium T4200, Celeron T3500, Celeron T3300, Celeron T3100, Celeron 925, Celeron 900, Celeron ULV 763, Celeron M ULV743, Celeron M ULV723, Celeron M ULV722, Celeron SU2300, SU9600, SU9400, SU9300, SL9600, SL9400, SL9380, SL9300, SP9600, SP9400, SP9300.

## Объём кэш-памяти второго уровня
- Базовые модели Penryn имеют обозначение P8100, P8300, E7200. У них присутствует только 3 MB кэш-памяти второго уровня, а минимальная тактовая частота у модели P8100 составляет 2.1 ГГц.
- Модель P9500 предлагает тактовую частоту 2.53 Ггц и имеет на борту 6 MB кэш-памяти второго уровня.

## Хронология массового использования
- 2007, ноябрь — начало выпуска процессоров семейства Penryn от Intel.[1]
- 2008, 6 января — в продажу поступили первые партии процессоров Penryn, выпущенных под маркой «Core 2 Duo» и «Core 2 Extreme».
- 2008, конец января — дата первых поставок ноутбуков от компании HP с процессором Penryn T9500.
- 2008, февраль — процессоры Penryn устанавливаются в ноутбуках Apple MacBook Pro A1260. Так в модели MacBook Pro MB133 установлен 2.4 ГГц процессор с 3 MB кэш-памятью, а в модели MacBook Pro MB134 — 2.5 ГГц процессор с 6 MB кэш-памятью.